# Teresa Brooke
Teresa Brooke (* 1948 als Teresa Lawes) ist eine ehemalige neuseeländisch-englische Squashspielerin, die später auch für England und Hongkong antrat.

## Karriere
Brooke war in den 1970er- und 1980er-Jahren als Squashspielerin aktiv. Sie wuchs in Neuseeland auf, wo sie 1970 auf nationaler Ebene die Nummer eins war und in den Jahren 1969 und 1970 Mitglied der neuseeländischen Nationalmannschaft. Sie erreichte bei den neuseeländischen Meisterschaften von 1969 bis 1971 dreimal in Folge das Finale, welches sie 1970 gegen Jenny Webster in fünf Sätzen gewann.
1975 und 1977 unterlag sie jeweils Sue Cogswell im Finale der britischen Meisterschaften gegen. 1979 war sie Teil der britischen Nationalmannschaft, die in Birmingham die erste Weltmeisterschaft gewann. 1978 und 1979 wurde sie mit England auch Europameisterin.
Sie wurde 1986 nach einer Finalniederlage gegen Julie Hawkes Vizeasienmeisterin. Mit der Mannschaft gewann sie im selben Jahr die Asienmeisterschaft und nahm mit ihr 1985 und 1990 an der Weltmeisterschaft teil. Insgesamt fünfmal gewann sie zudem die Landesmeisterschaften von Hongkong. Von 1982 an sicherte sie sich den Titel viermal in Folge, der fünfte Titelgewinn folgte 1987.

## Erfolge
- Weltmeisterin mit der britischen Mannschaft: 1979
- Europameister mit der englischen Mannschaft: 1978, 1979
- Vizeasienmeisterin: 1986
- Asienmeisterin mit der Mannschaft: 1986
- Neuseeländische Meisterin: 1970
- Britische Vizemeisterin: 1975, 1977
- Hongkonger Meisterin: 5 Titel (1982–1985, 1987)